# Masaki Morass
Masaki Morass (japanisch モラス雅輝 Morasu Masaki; * 8. Januar 1979 in Tokio) ist ein japanischer Fußballtrainer.

## Karriere
Die erste Trainerstation von Morass hieß TSG Kammerbach in Deutschland, mit dem er als Torwarttrainer der Frauenmannschaft in der Saison 1997/98 den Aufstieg in die damals zweithöchste Spielklasse Deutschlands (Oberliga Hessen) feierte.
Ab der Saison 1998/99 trainierte er die Frauenmannschaft vom Innsbrucker AC, die seinerzeit in der österreichischen Bundesliga spielte. Ab der Saison 2001/02 wurde er zum  Jugendtrainer beim Innsbrucker AC und trainierte u. a. die U-15-Mannschaft des Vereins. Zur Saison 2005/06 wurde er Co-Trainer von Christoph Westerthaler bei der Kampfmannschaft des Viertligisten. Der IAC stieg zu Saisonende in die Regionalliga auf. Im Januar 2007 verließ er die Tiroler und wurde Dolmetscher beim Bundesligisten FC Red Bull Salzburg. Zur Saison 2008/09 wurde er Co-Trainer der U-19-Mannschaft der Tiroler Akademie.
Im Januar 2009 kehrte Morass in seine Heimat zurück und wurde Co-Trainer vom langjährigen SC-Freiburg-Trainer Volker Finke bei den Urawa Red Diamonds in der J1 League, der höchsten Spielklasse Japans. Nach insgesamt 82 Spielen einigten sich Finke und der Verein darauf, den im Dezember 2010 auslaufenden Vertrag nicht zu verlängern, woraufhin auch Morass gemeinsam mit Finke nach der Saison 2010 Urawa verließ.
Von 2011 bis 2013 arbeitete er daraufhin als Scout beim FC Wacker Innsbruck. Zur Saison 2013/14 kehrte er zum Innsbrucker AC zurück, bei dem er fortan als Nachwuchskoordinator fungierte. Im Dezember 2014 wurde Morass Co-Trainer beim Zweitligisten SV Horn, bei dem Westerthaler als Cheftrainer fungierte, mit dem er in Innsbruck schon gearbeitet hatte. SV Horn stieg am Ende der Saison 2014/15 in die Regionalliga ab. Daraufhin wurde Westerthaler zum Co-Trainer degradiert und Hans Kleer wurde neuer Trainer, Morass blieb weiterhin Co-Trainer und übernahm zusätzlich die sechstklassigen Amateure als Cheftrainer. Neben seiner Trainertätigkeit half Morass den Verein auch finanziell, indem er einen japanischen Investor organisierte. Jedoch verließ er den Verein am 1. Oktober 2015.
Anschließend arbeitete Morass gemeinsam mit Herbert Gager und Werner Pentz als Trainer bei den Camps für vertragslose Profifußballer, die von der Vereinigung der Fußballer veranstaltet wurden. Beim FIFPro-Vier-Nationen-Turnier 2016 mit Deutschland, der Schweiz und Ungarn war Morass Co-Trainer des österreichischen Teams.
Zur Saison 2017/18 kehrte er zum FC Wacker Innsbruck zurück und wurde Sportlicher Leiter und Trainer der zweitklassigen Frauenmannschaft. Die Innsbruckerinnen führte er prompt zum Zweitliga-Meistertitel und zum damit verbundenen Aufstieg in die Bundesliga. Parallel dazu fungierte er auch als Trainer der zweiten Mannschaft, die nach dem gewonnenen Meistertitel in der Tiroler Liga 2017/18 den Aufstieg in die 2. Bundesliga fixierte.
Im Juni 2019 wechselte er nach in die J1 League zurück und wurde Co-Trainer von Vissel Kōbe. Bei Vissel Kobe bildete er mit Sebastian Hahn und Nikola Vidovic das Trainerteam von Thorsten Fink. Am Ende der Jahresmeisterschaft 2019 gewann er mit Spielern wie Lukas Podolski, Andres Iniesta und David Villa den japanischen Kaiserpokal und qualifizierte sich für die AFC Champions League. Im Februar 2020 gewann Vissel Kobe auch den japanischen Supercup gegen den amtierenden Meister Yokohama F. Marinos. Nachdem Fink im September 2020 wegen seiner Familie seinen Rücktritt als Trainer von Vissel Kōbe bekanntgab, verließ Morass gemeinsam mit Hahn und Vidovic den Verein und kehrte nach Europa zurück.
Zur Saison 2021/22 kehrte er abermals zum FC Wacker Innsbruck zurück und wurde diesmal Cheftrainer der drittklassigen Amateure von Wacker. Im Oktober 2021 wurde er interimsmäßig zum Cheftrainer der Profis befördert. Nachdem er die Mannschaft auch auf die Frühjahrssaison 2021/22 vorbereitet hatte, wurde er Ende Januar 2022 von Michael Oenning beerbt und übernahm wieder seinen Posten bei den Amateuren. Neben seiner Trainertätigkeit übernahm er im März 2022 gemeinsam mit seinem Co-Trainer Mario Anfang  das Amt der Sportkoordinatoren. Im Juni 2022 wurde Morass bei Wacker beurlaubt.
Im Juli 2022 wurde Morass dann Technischer Direktor beim SKN St. Pölten.

## Persönliches
Morass besuchte das Sportinternat Bad Sooden-Allendorf und erwarb sein Abitur an der Rhenanus-Schule. Morass lebt seit 1998, mit Unterbrechungen durch seine Engagements in Urawa und Kōbe, in Österreich.